# 大名持神社

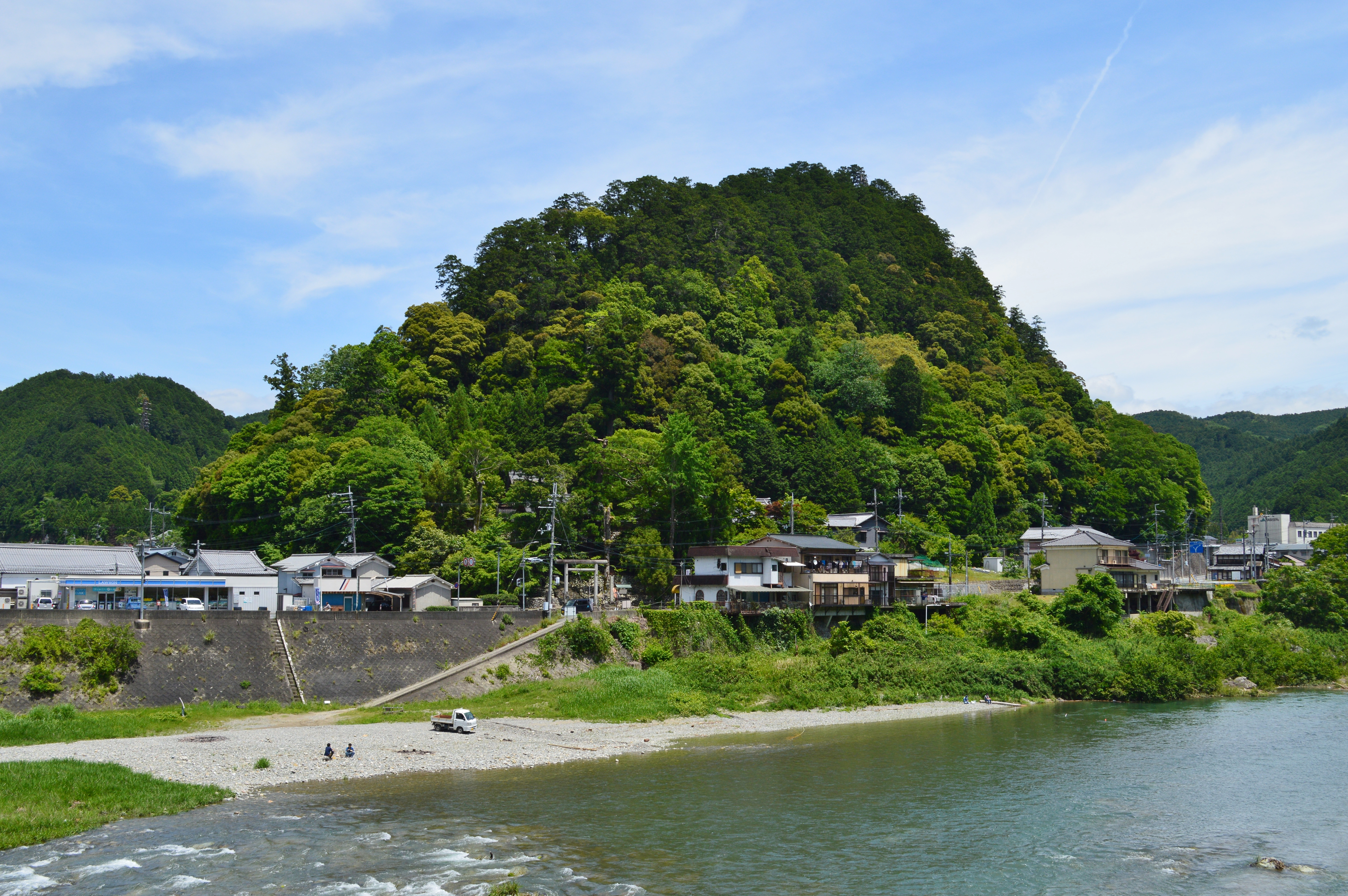
対岸から妹山を望む中左に大名持神社鳥居。手前は吉野川。

大名持神社（おおなもちじんじゃ）は、奈良県吉野郡吉野町河原屋にある神社。式内社（名神大社）で、旧社格は郷社。通称を「大汝宮」とも。
旧伊勢街道・旧東熊野街道の分岐点付近、独立峰の妹山の山麓に鎮座する。

## 祭神
祭神は次の3柱。
- 大名持御魂神
- 須勢理比咩命
- 少名彦名命

文献では『日本三代実録』に「大己貴神」、『延喜式』神名帳に「大名持神社」、『延喜式』臨時祭 名神祭に「大名持御魂神社一座」と見え、古くから祭神をオオナムチ（オオクニヌシ（大国主）の別名）の1座とする。
スクナビコナ（少名彦名）も祭神に祀られる経緯は詳らかでなく、『万葉集』巻7の歌（後掲）に因んでの後世の合祀とする説や、対岸の背山の神とする説がある。なお、『神社明細帳』では祭神を大名持神・大名持御魂神・后神須勢理比咩神・少名彦名神の4座とする。

## 歴史

### 概史
創建は不詳。妹山（標高249メートル）の麓に鎮座し、妹山は「忌山（いみやま）」とも称されて現在まで木を伐らない禁忌信仰が残ることから、妹山を神体山とする原始信仰が創祀になると推測される。
国史では、天安3年（859年）に大和国の「大己貴神」の神階が従一位から正一位に昇叙された旨が記される。当時に正一位の極位に達していたのは大和国では春日大社のみで、全国的にも極めて早い昇叙であるが、その理由は必ずしも詳らかでない。一説には、奈良盆地の宮都から吉野へとつながる交通上の要衝であったことで崇敬を高めたと推測される。
延長5年（927年）成立の『延喜式』神名帳では、大和国吉野郡に「大名持神社 名神大 月次相嘗新嘗」として、名神大社に列するとともに朝廷の月次祭・相嘗祭・新嘗祭では幣帛に預かる旨が定められている。また『延喜式』臨時祭のうち、名神祭条では名神祭二百八十五座のうちに「大名持御魂神社一座」が見える。
中世期には、『大神分神類社鈔並附尾』に「妹背神社」と見える。
近世期の『大和志』では、境内に神宮寺の大海寺（現在の社務所の場所）、社前に潮生淵があると見える。潮生淵は潮水が湧くといわれ、かつては同地で禊も行われたという。
明治維新後、近代社格制度において郷社に列した。明治初年に大海寺は廃され、本地仏・仏具は仏国寺に、大般若経は運川寺に移されている。

### 神階
- 天安3年（859年）1月27日、従一位から正一位 （『日本三代実録』） - 表記は「大己貴神」。

## 境内

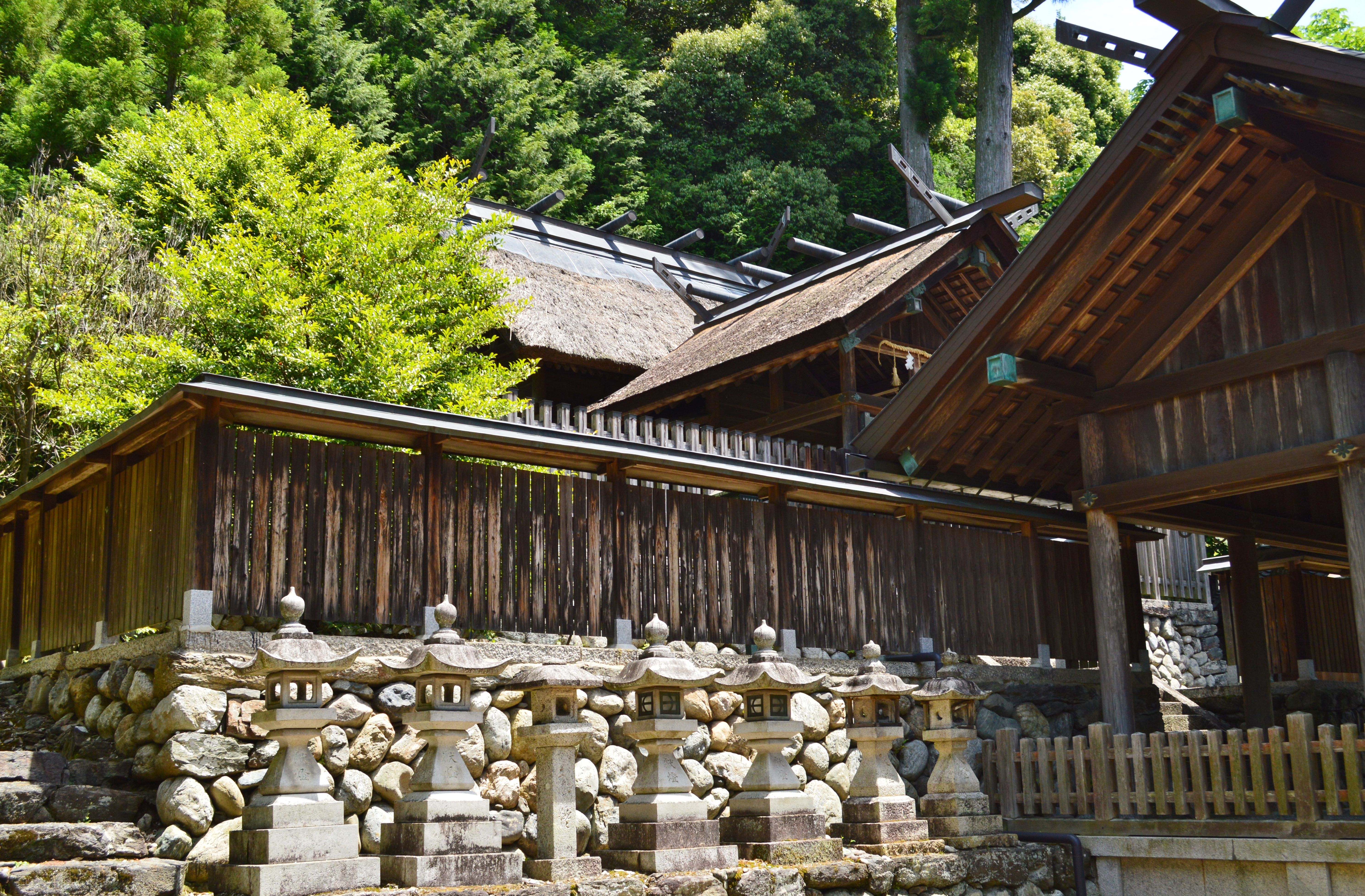
本殿
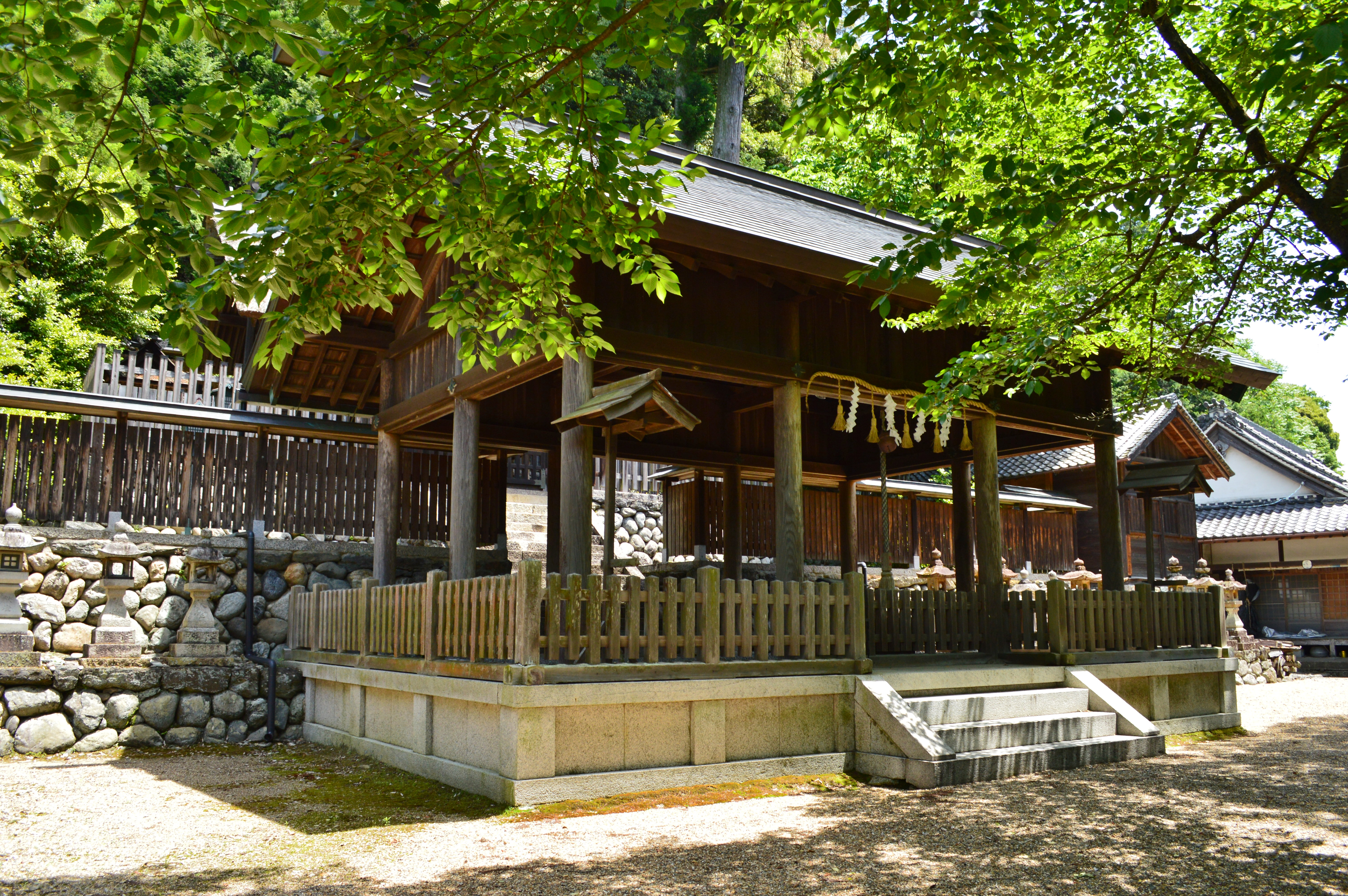
拝殿
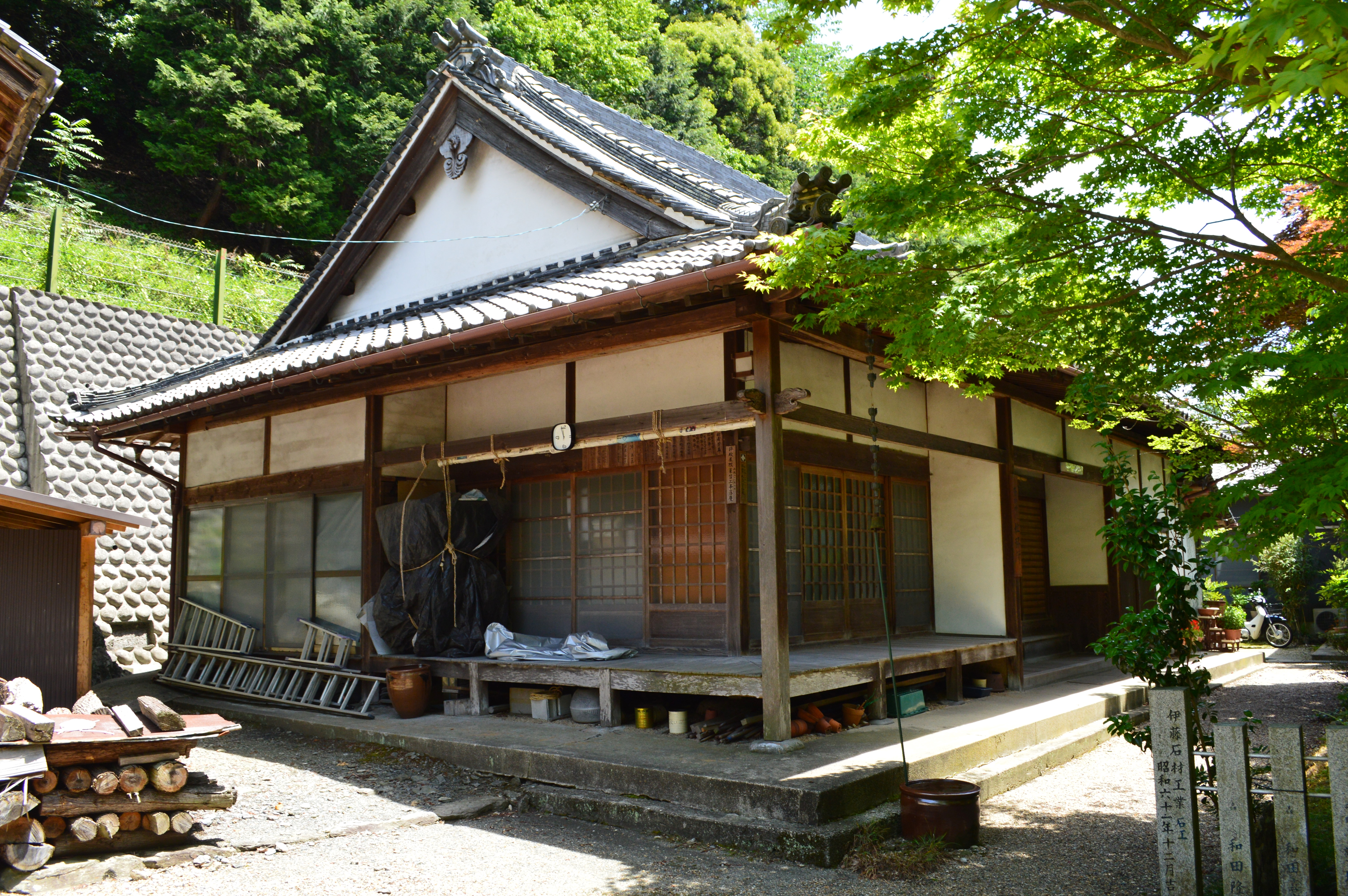
社務所 古くは神宮寺の大海寺が所在。
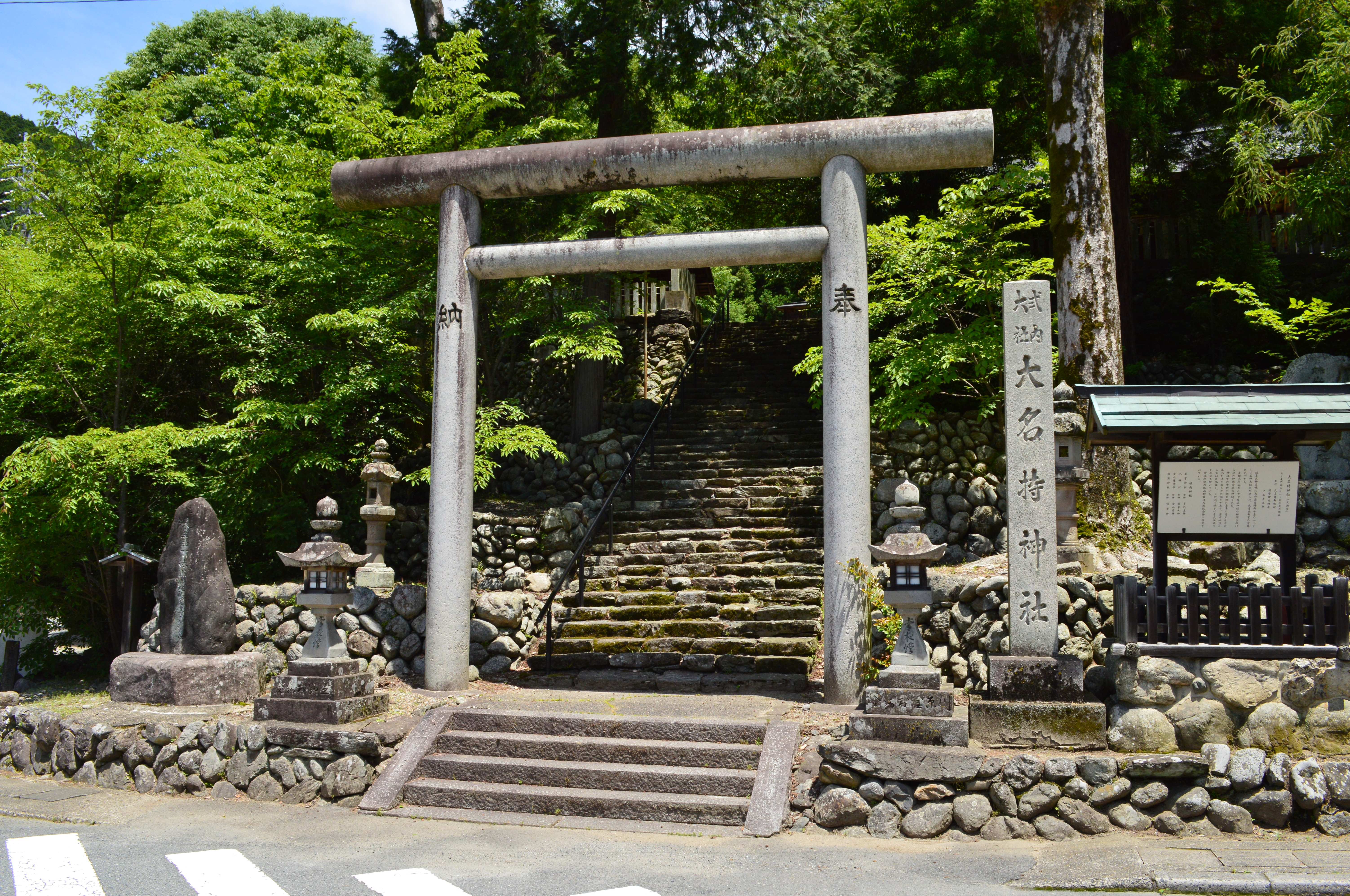
鳥居

## 摂末社

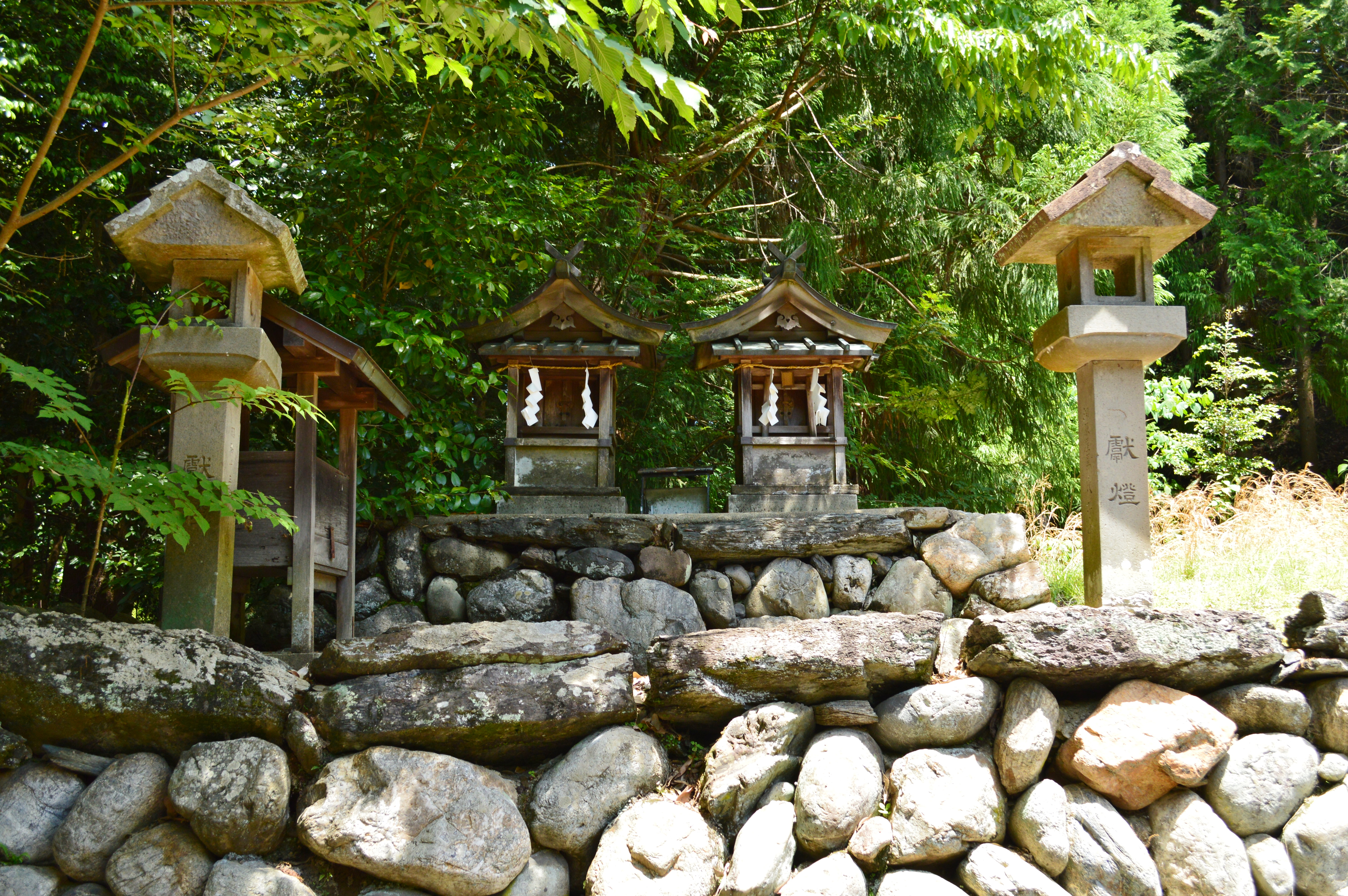
境内社

境内社として次の4社がある。
- 若宮神社 - 祭神：事代主神。
- 水神社 - 祭神：罔象女神。
- 金比羅神社 - 祭神：金山彦神。
- 稲荷神社 - 祭神：稲蒼神。

## 文化財

### 国の天然記念物
- 妹山樹叢 - 詳細は「妹背山 (奈良県)」を参照。1928年（昭和3年）3月24日指定[6]。

## 登場作品
- 『万葉集』より

| 「                    | 大穴道（おほあなみち） 少御神（すくなみかみ）の 作らしし 妹背の山を 見らくし良よしも | 」 |
| —『万葉集』巻7 1247番 |                                                                                      |    |

- 『古今和歌集』より

| 「                          | 流れては いもせのやまの なかにおつる 吉野の河の よしや世中 | 」 |
| —読人しらず、『古今和歌集』 |                                                            |    |

なおこれらの歌に見える「妹背山」を、当地でなく紀伊の妹山・背山（和歌山県伊都郡かつらぎ町）に比定する説もある。また妹山・背山を舞台とする作品として、浄瑠璃の「妹背山婦女庭訓」がある。